# Soriso
Soriso (piemontesisch Soris, lombardisch Suris) ist eine Gemeinde mit 719 Einwohnern (Stand 31. Dezember 2023) in der italienischen Provinz Novara (NO), Region Piemont.

## Geographie
Der Ort liegt 40 km von Novara entfernt auf einer Höhe von 452 m s.l.m. Das Gemeindegebiet umfasst eine Fläche von 6,29 km². Die Nachbargemeinden sind Gargallo, Gozzano, Pogno und Valduggia. Der Schutzpatron des Ortes ist San Giacomo.

## Geschichte
Der Name des Ortes ist römischen Ursprungs und deutet auf die vorrömische Besiedlung des Gebietes durch die Usier hin. Zusammen mit dem Wort Or für Hügel ergibt sich der Name Soriso als Hügel der Usier.

## Sehenswürdigkeiten
- Parrocchiale di San Giacomo – Dorfkirche aus dem 14. Jahrhundert
- Palazzo Ravizza – ein Gebäude aus dem 15./16. Jahrhundert